# Rapte
|  | «Rapte» redirigeix aquí. Si cerqueu el crim, vegeu «Segrest». |

El Rapte o Arrabassament de l'Església és una doctrina de l'Escatologia (relacionada amb la fi dels temps). És un esdeveniment esmentat en la Bíblia durant el temps del retorn de Jesús a la terra, els morts en Crist seran ressuscitats i junt amb ells, els creients seran transportats al cel "...serem arrabassats juntament amb ells en els núvols per rebre al Senyor en l'aire, i així estarem sempre amb el Senyor" (1a Tessalonicencs 4:17). Segons els creients això ha de passar en el moment de la resurrecció, quan soni la trompeta final (1 Cor 15: 50-53; 1 Tes 4: 16) i els creients rebin els cossos gloriosos. Els primers seran els fidels difunts, i immediatament aquells que encara siguin vius. La doctrina del rapte es basa en la interpretació del verb grec ἁρπάζω d'1 Tess. 4:17.
Hi ha molta polèmica sobre el moment del Rapte respecte a altres esdeveniments de la fi dels temps. En particular, es discuteix si esdevindrà abans, durant o al final del període de persecució anomenat la Gran Tribulació.

## Corrents teològiques
Avui existeixen fonamentalment tres corrents teològiques d'aquesta doctrina, que a la vegada se subdivideixen en altres:
- Per un costat els amil·lenaristes creuen que tot les coses referides a l'escatologia i Segona Vinguda de Jesús s'han d'interpretar de manera simbòlica i, per tant, neguen l'Arrabassament (Catolicisme i grups Protestants tradicionals.)
- Per altra banda els mil·lenaristes que sí que creuen en l'arrabassament i a la vegada es divideixen en dos grans subdivisions (Cristians evangèlics de denominacions com baptistes i pentecostals.)
  - Post-tribulació: que segueixen a la doctrina tradicional de la Primitiva Església i els textos bíblics. Creuen que la Segona vinguda de Jesús es produirà després de la manifestació de l'Anticrist i que l'Església serà arravbassada després de passar per l'última gran persecució (Gran Tribulació) a mans de l'Anticrist. Aquesta fou la doctrina sostinguda pels escriptors paleocristians i els Reformadors protestants de l'edat mitjana. Moltes esglésies evangèliques sostenen aquesta visió.
  - Pre-tribulació: La majoria que defensen aquesta tesi, creuen que després de l'arrabassament (anterior a la manifestació de l'Anticrist i a la Gran tribulació) hi haurà un gran caos en la terra durant 7 anys (3 anys i mixt de falsa pau i 3 anys i mixt de guerres), amb el govern de l'Anticrist, del Fals profeta i de la Bèstia. Aquest període s'anomena la Gran Tribulació. Després de set anys Jesús tornarà novament junt amb els escollits per regnar en el nostre planeta per mil anys. Després del mil·lenni esdevindrà el judici final i la construcció del "nou cel" i de la "nova Terra". Aquesta doctrina és recent (poc més d'un segle) i sorgeix com a resultat de les tesis dispensacionalistes de John Nelson Darby. És popular avui dia en moltes esglésies evangèliques.

## Remarques
1. ↑  En l'original grec (citat segons La Bíblia en grec): ἔπειτα ἡμεῖς οἱ ζῶντες οἱ περιλειπόμενοι ἅμα σὺν αὐτοῖς ἁρπαγησόμεθα ἐν νεφέλαις εἰς ἀπάντησιν τοῦ κυρίου εἰς ἀέρα: καὶ οὕτως πάντοτε σὺν κυρίῳ ἐσόμεθα. El passatge sona, en la Bíblia de Montserrat: Després vosaltres, els qui vivim, els qui som deixats, serem enduts juntament amb ells en els núvols, a l'encontre del Senyor en els aires; i així estarem sempre amb el Senyor.
2. ↑  En l'original grec (citat segons La Bíblia en grec): 50 Τοῦτο δέ φημι, ἀδελφοί, ὅτι σάρξ καὶ αἷμα βασιλείαν Θεοῦ κληρονομῆσαι οὐ δύνανται, οὐδὲ ἡ φθορὰ τὴν ἀφθαρσίαν κληρονομεῖ, 51 ἰδοὺ μυστήριον ὑμῖν λέγω· πάντες μὲν οὐ κοιμηθησόμεθα, πάντες δὲ ἀλλαγησόμεθα, 52 ἐν ἀτόμῳ, ἐν ῥιπῇ ὀφθαλμοῦ, ἐν τῇ ἐσχάτῃ σάλπιγγι· σαλπίσει γάρ, καὶ οἱ νεκροὶ ἐγερθήσονται ἄφθαρτοι, καὶ ἡμεῖς ἀλλαγησόμεθα. 53 δεῖ γὰρ τὸ φθαρτὸν τοῦτο ἐνδύσασθαι ἀφθαρσίαν καὶ τὸ θνητὸν τοῦτο ἐνδύσασθαι ἀθανασίαν. 54 ὅταν δὲ τὸ φθαρτὸν τοῦτο ἐνδύσηται ἀφθαρσίαν καὶ τὸ θνητὸν τοῦτο ἐνδύσηται ἀθανασίαν, τότε γενήσεται ὁ λόγος ὁ γεγραμμένος· κατεπόθη ὁ θάνατος εἰς νῖκος· 55 ποῦ σου, θάνατε, τὸ κέντρον; ποῦ σου, ᾅδη, τὸ νῖκος;. En la Bíblia de Montserrat: 50 Fixeu-vos en això que dic, germans: la carn i la sang no poden posseir l'herència del Regne de Déu, ni la corrupció no posseirà mai la incorruptibilitat. 51 Mireu, vull revelar-vos un misteri: no tots morirem, però tots serem transformats 52 en un instant, en un obrir i tancar d'ulls, al toc de la darrera trompeta, perquè sonarà la trompeta, els morts ressuscitaran incorruptibles, i nosaltres serem transformats. 53 Cal, en efecte, que aquest cos corruptible es revesteixi d'incorruptibilitat, que aquest cos mortal es revesteixi d'immortalitat